# Aphonopelma hentzi
Aphonopelma hentzi är en spindelart som först beskrevs av Girard 1852.  Aphonopelma hentzi ingår i släktet Aphonopelma och familjen fågelspindlar. Inga underarter finns listade i Catalogue of Life.

## Bildgalleri

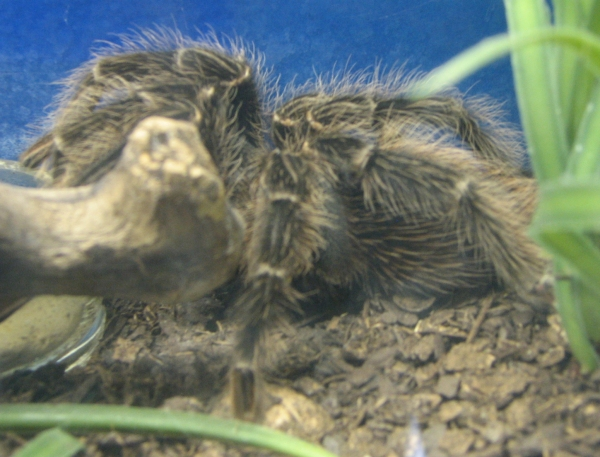
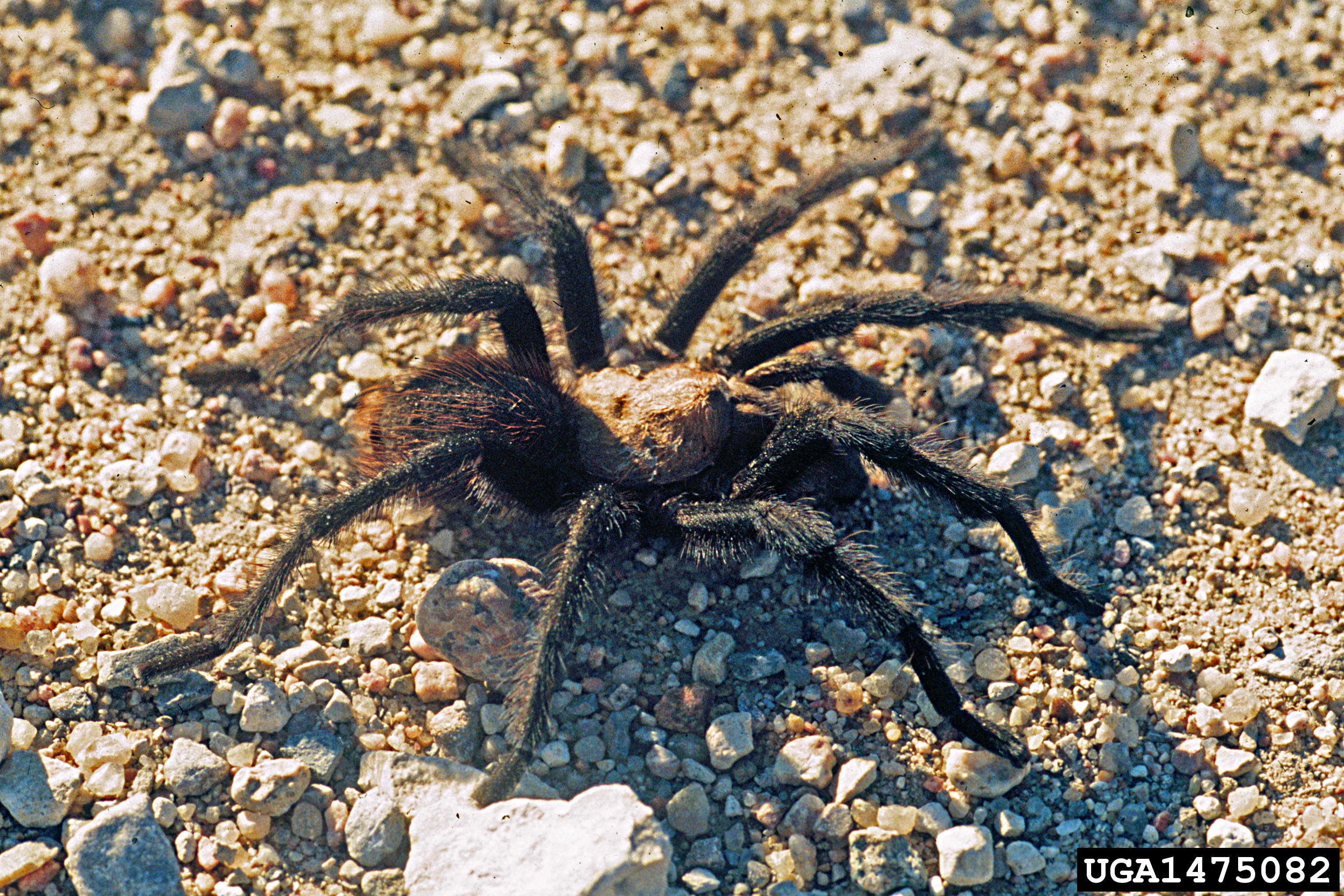
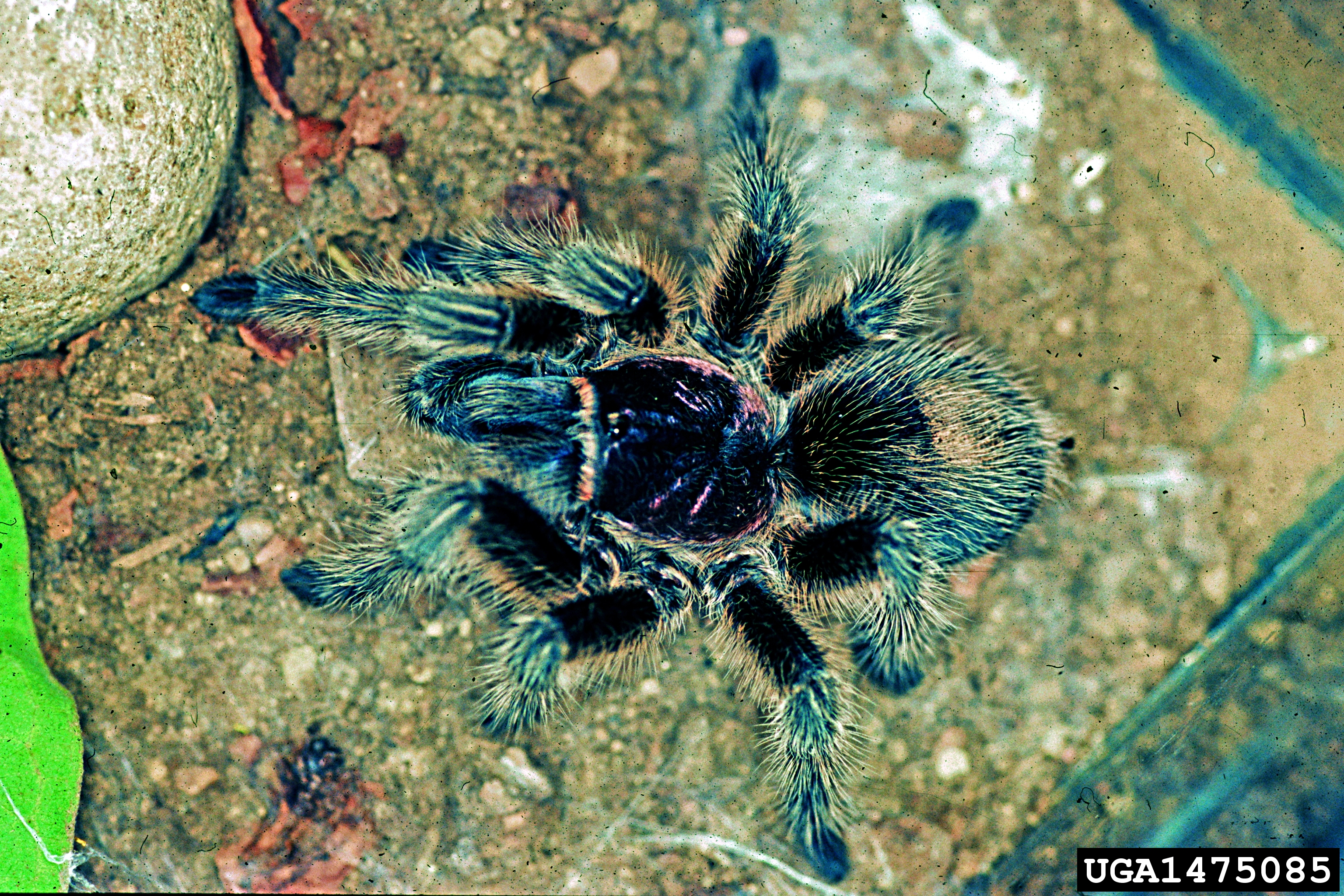
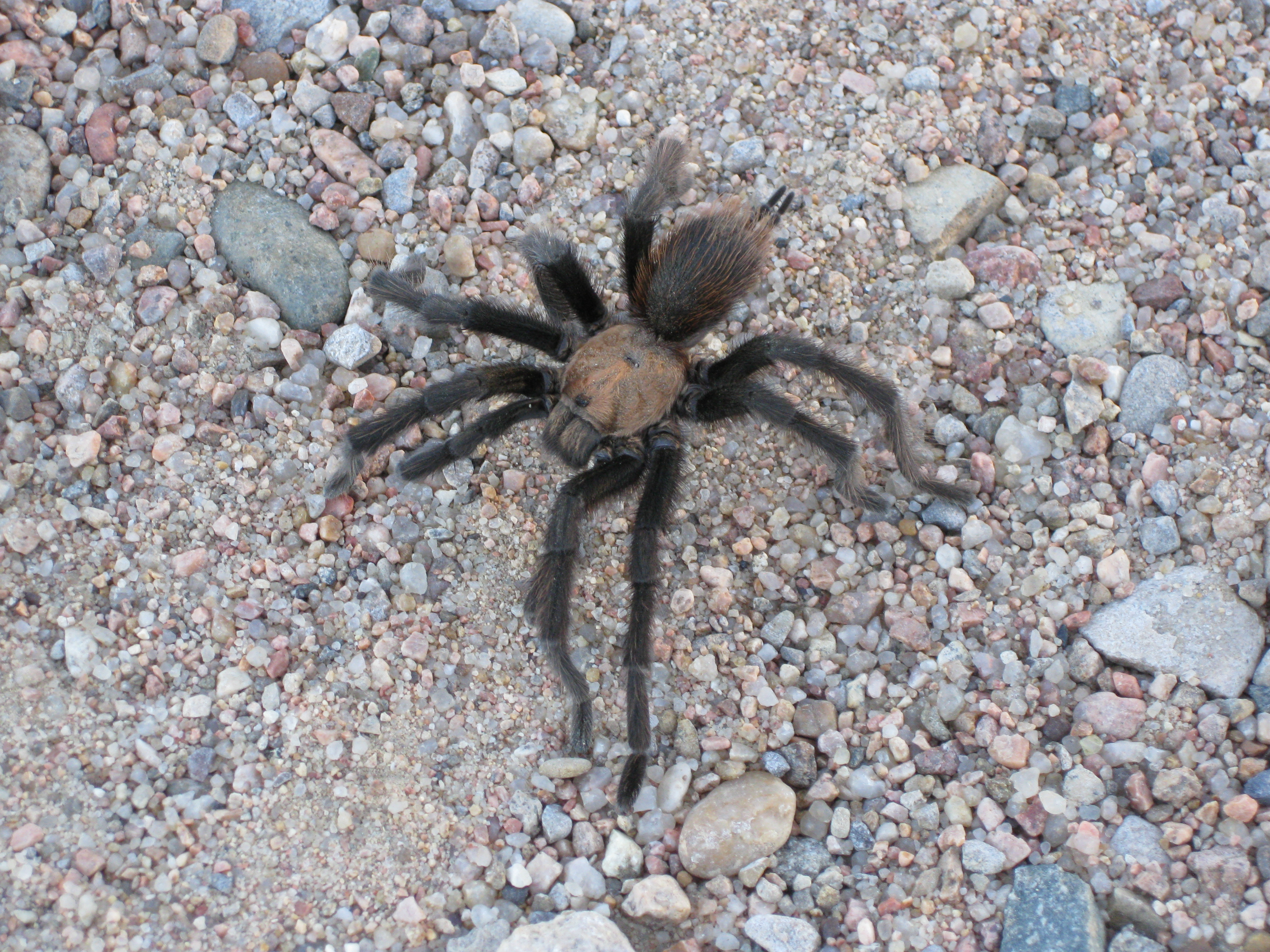